# Pierre Hélou
Pierre Hélou (1928-2003) est un ancien ministre libanais de l'Industrie (1972-1973, gouvernement de Saëb Salam), élu député maronite de Aley en 1972 au Mont-Liban. 
Non affilié à un parti politique, il a souvent été pressenti pour être élu Président de la République, notamment après l’assassinat du Président René Moawad après les accords de Taëf en novembre 1989. Il a également été pressenti pour le poste de Premier ministre intérimaire à la fin du mandat du Président Amine Gemayel en 1988, mais il a refusé ce poste, qui a été attribué au commandant en chef de l’Armée de l’époque, Michel Aoun.
Il prend part aux élections législatives de 1992, malgré le boycott de ces élections par la grande majorité des partis et personnalités chrétiennes et est élu dans sa circonscription de Aley. Allié lors des élections de 1996 à Talal Arslan, il perd les élections, face aux candidats alignés par le chef du Parti socialiste progressiste, Walid Joumblatt. 
Plus tard, il devient président de la Ligue maronite. Il gagne de nouveau les élections en 2000, toujours allié à Arslan, et est le seul candidat de la liste à percer les listes de l’alliance entre Walid Joumblatt et Rafiq Hariri, (Arslan ayant été élu faute de concurrent sur la liste adverse).
Nommé dans la foulée en novembre 2000 ministre d’Etat sans portefeuille dans le gouvernement de Rafiq Hariri, il adopte une attitude modérée, indépendante et reste à l’écart des tensions politiques entre Rafiq Hariri et le Président Émile Lahoud.
Il décède brutalement en 2003, quelques semaines après sa sortie du gouvernement, lors d’un débat télévisé sur la chaîne du Hezbollah Al-Manar. Il est fait Grand Officier de l'ordre national du Cèdre à titre posthume. Son fils Henry Hélou est élu par la suite à son poste de député.